# Agrotis amasina
Agrotis amasina är en fjärilsart som beskrevs av Otto Staudinger 1901. Agrotis amasina ingår i släktet Agrotis och familjen nattflyn. Inga underarter finns listade i Catalogue of Life.